# (1353) Maartje
(1353) Maartje ist ein Asteroid des Hauptgürtels, der am 13. Februar 1935 vom niederländischen Astronomen Hendrik van Gent in Johannesburg entdeckt wurde.
Benannt ist der Asteroid nach Maartje (Nin) Maria Lindenburg Mekking (1924–2007), der Tochter B. G. Mekkings (1903–1971), einem Rechenassistent an der Leidener Sternwarte.